# Harpactea hyrcanica
Harpactea hyrcanica là một loài nhện trong họ Dysderidae.
Loài này thuộc chi Harpactea. Harpactea hyrcanica được miêu tả năm 1991 bởi Dunin.